# 요제프 히커스베르거
요제프 히커스베르거(Josef Hickersberger)는 오스트리아의 전 축구 미드필더이자 오스트리아 축구 국가대표팀의 전 축구 감독이었다. 1990년 이탈리아 월드컵에 참가하기도 했다. 키는 177cm이다.